# کایا میجیکنده
کایا میجیکنده (به لاتین: Kaya) یک منطقهٔ مسکونی و جنگل در کنیا است که در استان ساحلی واقع شده‌است.